# Незабудочник
Незабу́дочник (лат. Eritríchium) — род многолетних травянистых растений семейства Бурачниковые (Boraginaceae), распространённых преимущественно в высокогорье.

## Ботаническое описание
Маленькие подушкообразные растения, схожие с представителями другого рода этого же семейства — незабудками.
Прикорневые листья образуют хорошо развитую розетку.
Цветок с чашечкой, почти до основания рассечённой на пять линейных (ланцетных или линейно-продолговатых) долей. Венчик голубого или белого цвета с короткой трубкой, имеющей плоский отгиб диаметром 5—10 мм. Зев венчика прикрывают широкие светлые чешуйки. Тычинки полностью находятся в трубке венчика, не выступая из него, как и столбики.
Плоды — трёхгранные орешки, крепящиеся к гинофору маленькой площадкой посередине брюшка.

## Систематика
Род насчитывает около 50-70 видов, распространённых в основном в Азии (только в Китае произрастает 39 видов), некоторые виды встречаются в Европе и Северной Америке.
Некоторые виды
- Eritrichium aretioides (Cham.) DC. — Незабудочник подушковый
- Eritrichium caucasicum (Albov) Grossh. — Незабудочник кавказский
- Eritrichium dubium O.Fedtsch. — Незабудочник сомнительный
- Eritrichium fetisowii Regel — Незабудочник Фетисова
- Eritrichium incanum (Turcz.) A.DC. — Незабудочник серый, или Незабудочник седой
- Eritrichium jacuticum Popov — Незабудочник якутский
- Eritrichium jenisseense Turcz. ex A.DC. — Незабудочник енисейский
- Eritrichium latifolium Kar. & Kir. — Незабудочник широколистный
- Eritrichium mandshuricum Popov — Незабудочник маньчжурский
- Eritrichium nanum (L.) Gaudin — Незабудочник низкий
- Eritrichium ochotense Jurtzev & A.P.Khokhr. — Незабудочник охотский
- Eritrichium pamiricum B.Fedtsch. ex O.Fedtsch. — Незабудочник памирский
- Eritrichium pectinatum (Pall.) DC. — Незабудочник гребенчатый
- Eritrichium pseudolatifolium Popov — Незабудочник ложношироколистный
- Eritrichium pseudostrictum Popov — Незабудочник ложнопрямой
- Eritrichium pulvinatum (V.V.Petrovsky) Ovczinnikova — Незабудочник подушковый
- Eritrichium pulviniforme Popov — Незабудочник подушковидный
- Eritrichium sajanense (Malyschev) Sipliv. — Незабудочник саянский
- Eritrichium sericeum (Lehm.) A.DC. — Незабудочник шелковистый
- Eritrichium sichotense Popov — Незабудочник сихотинский
- Eritrichium subjacquemontii Popov — Незабудочник почти-Жакмонов
- Eritrichium tianschanicum Iljin ex Ovczinnikova — Незабудочник тянь-шаньский
- Eritrichium turkestanicum Franch. — Незабудочник туркестанский
- Eritrichium tuvinense Popov — Незабудочник тувинский
- Eritrichium uralense Serg. — Незабудочник уральский
- Eritrichium villosum (Ledeb.) Bunge — Незабудочник мохнатый